# Азербайджан и ОБСЕ
Организация по безопасности и сотрудничеству в Европе (ОБСЕ, тогда — СБСЕ) была первой европейской организацией, куда присоединился Азербайджан. 30 января 1992 года Азербайджан был принят членом СБСЕ (с 1 января 1995 года СБСЕ был переименован на ОБСЕ). И сразу же армяно-азербайджанский конфликт превратился в объект внимания членов-государств этой организации.

## Дипломатические отношения
В январе 1992 года Совет министров иностранных дел СБСЕ на парижской встрече принял решение направить своих докладчиков в зону Карабахского конфликта. В середине февраля первая специальная миссия СБСЕ побывала в Азербайджане. В феврале 1992 года на заседании Комитета Высших Должностных Лиц СБСЕ впервые были проведены обсуждения по армяно-азербайджанскому карабахскому конфликту.
В юине 1992 года в Хельсинки Азербайджан впервые принял участие на Саммите СБСЕ.
Азербайджан присоединился к Парижской Хартии СБСЕ 20 декабря 1993 года.
В декабре 1994 года был проведён Будапештский саммит СБСЕ. В результате Будапештского саммита с 1 января 1995 года СБСЕ превратилась в ОБСЕ.
По результатам Будапештского Саммита 20 января 1995 года в Вене была учреждена Группа планирования Высокой Степени, которая состояла из военных представителей, назначенных странами-членами по армяно-азербайджанскому конфликту.
Начиная с 1998 года, Бюро по демократическим институтам и правам человека активно сотрудничал с правительством Азербайджанской Республики. В результате этого сотрудничества было осуществлено много проектов в сфере демократизации, верховенства законов, и особенно в усовершенствовании законодательства о выборах, миграции, гендерного равенства, а также в других сферах. Бюро Демократических Институтов и Прав Человека активно участвовал в президентских, парламентских и муниципальных выборах, проведённых в Азербайджане.
В ноябре 1999 года на очередном саммите глав государств и правительств стран-членов ОБСЕ, проходившем в Стамбуле Азербайджан присоединился к Стамбульской декларации и Хартии Европейской безопасности. Председатели саммита упомянули диалог между президентами Армении и Азербайджана и отметили, что регулярные встречи создали условия для придания динамики процессу поиска прочного и всеобъемлющего решения карабахской проблемы.
В ноябре 1999 года было принято решение Постоянного Совета ОБСЕ о создании в Баку Офиса ОБСЕ.
18 июля 2000 года в Баку состоялось официальное открытие Офиса ОБСЕ.
В декабре 2001 года по совместной инициативе МИД Азербайджана и Офиса Председателя ОБСЕ по Свободе Прессы в Баку был проведён семинар на тему «Развитие Свободы и Ответственности Прессы в Азербайджане»
Установлено тесное сотрудничество между Национальным Собранием Азербайджанской Республики и Парламентской Ассамблеей ОБСЕ, которая имеет более 300 депутатов. Депутаты из Азербайджана, представленные в ОБСЕ, каждый год участвуют на заседаниях ПА.
7 декабря 2002 года в Порту прошла 10-я встреча Совета Министров Организации по Безопасности и Сотрудничеству в Европе, где принял участие и Азербайджан. На саммите была отмечена важность продолжения мирного диалога и призвание сторон Карабахского конфликта продолжать усилия по скорейшему урегулированию конфликта на основе норм и принципов международного права.
В августе 2013 года Миссия ОБСЕ провела мониторинг линии соприкосновения вооружённых сил Армении и Азербайджана в направлении села Чинари Тавушской области Армении и сопредельного Товузского района Азербайджана.
С 28 июня по 2 июля 2014 года в Баку прошла очередная сессия Парламентской ассамблеи ОБСЕ. В ходе саммита Российская и украинская делегации в ПА ОБСЕ провели встречу и договорились о продолжении диалога.
11 ноября 2014 года Минобороны Азербайджана, армия страны сбила вертолёт Ми-24, принадлежащий ВС Армении в Нагорном Карабахе. 12 ноября генсек организации Ламберто Заньер заявил, что ОБСЕ обеспокоена событиями вокруг крушения вертолёта в Нагорном Карабахе и считает, что подобные инциденты могут расширить масштабы кризиса. В ноябре 2014 года спецпредставитель председателя ОБСЕ по урегулированию карабахского конфликта посол Анджей Каспршик посетил район падения вертолёта, сбитого вооружёнными силами Азербайджана.
В декабре 2014 года сопредседатели Минской группы ОБСЕ по урегулированию карабахского конфликта Джеймс Уорлик (США), Игорь Попов (Россия) и Пьер Андрие (Франция) встретились в Берлине с немецкими должностными лицами. На встрече были обсуждены пути решения конфликта.
В июне 2015 года правительство Азербайджана приняло решение отозвать свою подпись под меморандумом о взаимопонимании с ОБСЕ о порядке функционирования офиса организации в Баку и дала ОБСЕ один месяц на закрытие офиса.
11 июля 2016 года в Вене с участием Минской группы ОБСЕ были проведены обсуждения в связи с карабахским конфликтом.
7 сентября 2016 года на линии соприкосновения войск Азербайджана и Армении, на горном перевале Омар Гёйгёльского района был проведён очередной мониторинг.
В соответствии с мандатом личного представителя действующего председателя ОБСЕ, 21 декабря в направлении Газахского района на государственной границе Азербайджана и Армении был проведён очередной мониторинг.
19 июня 2017 года сопредседатели Минской группы ОБСЕ Ричард Хогланд (США), Стефан Висконти (Франция), Игорь Попов (Россия) и личный представитель действующего председателя ОБСЕ Анжей Каспшик (Польша) совершили визит в Баку. Главной целью визита в регион в июне было ознакомление с позициями сторон в связи с последующими шагами по урегулированию карабахского конфликта после трёхсторонней встречи в Москве 28 апреля этого года, а также обсуждение общей ситуации в зоне конфликта.
7 июля 2017 года в Минске на заседании Комитета по политическим вопросам и безопасности Парламентской Ассамблеи (ПА) ОБСЕ был обсуждён проект резолюции «О расширении взаимодоверия и сотрудничества во имя мира и процветания в регионе ОБСЕ». На заседании делегации Армении и Азербайджана выступили с предложениями в связи с внесением в проект резолюции дополнений. Предложение армянских депутатов в связи с внесением в резолюцию принципа самоопределения народов было отклонено ПА. Предложения вице-президента ПА ОБСЕ Азая Гулиева же были приняты Ассамблей большинством голосов. Согласно внесённому в 8 пункт резолюции изменению, был указан принцип урегулирования конфликтов на пространстве ОБСЕ. В документе содержится требование решать проблемы только в рамках территориальной целостности, признанных международным сообществом границ и суверенитета стран, вовлечённых в конфликты. Согласно внесённому в 14 пункт резолюции изменению, было отмечено, что вынужденные переселенцы и беженцы региона ОБСЕ должны вернуться на свои родные земли добровольно, безопасно, достойно и без препятствий, а также была выражена обеспокоенность в связи с гуманитарным положением людей, лишённых имущественного права.
В июле 2017 года прошла 26 сессия ПА ОБСЕ. На ежегодной сессии Парламентской ассамблеи ОБСЕ в Минске был вынесен на обсуждение проект резолюции «Мультикультурализм — роль культурных ценностей в развитии демократии в условиях глобализации», автором которого является член азербайджанской делегации Таир Миркишили. После обсуждений проект резолюции был вынесен на голосование и принят. Проект резолюции рассчитан на развитие и сохранение различных культурных ценностей, внесение вклада в демократическое развитие в регионе ОБСЕ и распространение азербайджанских традиций мультикультурализма на международной арене.
12 октября 2017 года в соответствии с мандатом личного представителя действующего председателя ОБСЕ на государственной границе Азербайджана и Армении в направлении Газахского района был проведён мониторинг соблюдения режима прекращения огня.
В конце октября 2017 года была пущена в эксплуатацию железная дорога Баку — Тбилиси — Карс. Президент ПА ОБСЕ Гиги Церетели подчеркнул, что посредством железнодорожной линии Баку-Тбилиси-Карс будет упрощена интеграция в мировую экономику и в европейский рынок и заявил, что это также подтверждает стратегическое сотрудничество между тремя странами.
8 ноября 2017 года на линии соприкосновения войск Азербайджана и Армении на территории Тертерского района был проведён мониторинг в соответствии с мандатом личного представителя действующего председателя ОБСЕ.
9 ноября 2017 года в Постоянном совете ОБСЕ с участием сопредседателей Минской группы ОБСЕ и личного представителя действующего председателя ОБСЕ было проведено заседание. На встрече присутствовали представители Группы планирования высокого уровня ОБСЕ и постоянных представительств Азербайджана и Армении при ОБСЕ. В ходе встречи были обсуждены карабахский конфликт и шаги, направленные на его урегулирование.

## Минская группа ОБСЕ
24 марта 1992 года на первой дополнительной встрече Совета Министров Иностранных Дел СБСЕ было обговорено конфликтное положение в Нагорном Карабахе. На встрече было принято решение о созыве конференции по мирному урегулированию армяно-азербайджанского конфликта. В её работе должны были участвовать представители Азербайджана, Армении, Белоруссии, Германии, Италии, России, США, Турции, Франции, Чешской и Словацкой Федеративной Республики и Швеции, а в качестве заинтересованных сторон — «избранные и другие представители Нагорного Карабаха». Конференцию было решено созвать 21 июня 1992 года в Минске.
Дальнейшая работа СБСЕ по Карабахскому конфликту продолжилась в рамках рабочей Минской группы в составе 11 стран — участников несостоявшегося международного форума.
Урегулирование карабахского конфликта Минской группой основано на трёх принципах — неиспользование силы, право народов на самоопределение и территориальная целостность.
Первая встреча Минской группы состоялась 1 июня 1992 года в Риме. В течение лета 1992 года в Риме было организовано пять подобных встреч, которые не дали никаких результатов. Последняя из встреч в Риме состоялась в сентябре 1992 года.
В мае 1994 года в Бишкеке по инициативе Межпарламентской ассамблеи стран СНГ было подписано соглашения о прекращении огня между Азербайджаном, Арменией и Нагорным Карабахом.
28 августа 1995 года была учреждена должность Личного Представителя Действующего Председателя ОБСЕ по конфликту, находящемуся в обсуждении Минской конференции ОБСЕ. С 1 января 1997 года эту должность исполняет посол Анджей Каспрчик.
С первого января 1997 года США, Россия и Франция руководят Минским Процессом ОБСЕ в качестве Сопредседателей.
29 ноября 2009 года в Афинах прошло заседание Совета министров иностранных дел ОБСЕ, в котором имело место Совместное заявление по карабахскому конфликту глав делегаций стран — сопредседателей Минской группы ОБСЕ. В ходе саммита министр иностранных дел Российской Федерации Сергей Лавров, министр иностранных дел Франции Бернард Кушнер и заместитель госсекретаря Соединённых Штатов Николас Бернс встретились с министрами иностранных дел Азербайджана и Армении. На встрече главы делегаций США, Франции и России представили министрам иностранных дел для передачи президентам Азербайджана и Армении некоторые Основные Принципы по урегулированию карабахского конфликта.
В начале апреля 2016 года на линии соприкосновения в Нагорном Карабахе произошли вооружённые столкновения, которые привели к многочисленным жертвам с обеих сторон. 2 апреля сопредседатели Минской группы выступила с заявлением, в котором осудила применение силы в зоне конфликта и призвала стороны прекратить стрельбу, а также принять все необходимые меры для стабилизации ситуации на местах. Посетив позднее зону конфликта, сопредседатели Минской группы заявили, что ключевыми принципами урегулирования конфликта в Нагорном Карабахе являются неиспользование силы, право народа на самоопределение и территориальная целостность. 3 апреля Минобороны Азербайджана заявило о решении страны «приостановить контрнаступление», но НКР опровергла данные о прекращении огня. 5 апреля стороны объявили о перемирии, однако обмен обвинениями в нарушении этой договорённости продолжился. 8 апреля с 15:00 до 20:00 в зоне конфликта действовал режим прекращения огня для поиска и транспортировки тел погибших военнослужащих.
28 апреля 2017 года в Москве прошла встреча министров иностранных дел России, Азербайджана и Армении. На определённом этапе к переговорам подключились сопредседатели Минской группы ОБСЕ, личный представитель действующего председателя ОБСЕ Анжей Каспшик. На встрече продолжилось обсуждение перспектив продвижения переговорного процесса по карабахскому урегулированию. Была подчеркнута необходимость выполнения соглашений, достигнутых на саммитах в Вене и Санкт-Петербурге в апреле и июне 2016 года. По итогам трёхсторонних переговоров глав МИД России, Азербайджана и Армении состоялась их встреча с сопредседателями Минской группы ОБСЕ — послами России, США и Франции, а также представителями действующего председателя ОБСЕ. В ходе встречи был проведён обмен мнениями о положении дел в карабахском урегулировании.
22 сентября 2017 года в Нью-Йорке прошла встреча министра иностранных дел Азербайджана Эльмара Мамедьярова с сопредседателями Минской группы ОБСЕ. На встрече обсуждалась проблема урегулирования карабахского конфликта и вопросы повестки дня.

## Документы
- Встреча Президента Азербайджана Гейдара Алиева с директором Бюро демократических институтов и прав человека ОБСЕ Жераром Штудманом — Президентский дворец, 8 июня 2000 года Архивная копия от 1 декабря 2017 на Wayback Machine
- Стамбульская декларация 1999 года Архивная копия от 25 ноября 2017 на Wayback Machine
- Решение № 959 о 19-й встречи Экономико-экологического форума Архивная копия от 1 декабря 2017 на Wayback Machine